# Zavšenik
Zavšenik (izgovarjava [zau̯ʃɛˈniːk], v starejših virih Savšenik, nemško Schauschenik ali Sawschenik) je nekdanja vas v osrednji Sloveniji v Občini Zagorje ob Savi. Danes je del vasi Kolk. Leži na Gorenjskem in je del Zasavske statistične regije.

## Geografija
Zavšenik stoji severno od vaškega središča Kolka na robu Šentlambertske planote nad Mošeniško grapo. Proti severu teče cesta proti Senožetom, na jugu pa proti Kolku.

## Zgodovina
Zavšenik je imel leta 1880 32 prebivalcev v petih hišah, leta 1890 32 prebivalcev v sedmih hišah, leta 1931 pa 25 prebivalcev v štirih hišah.  Leta 1953 se je priključil Kolku in s tem prenehal obstajati kot samostojno naselje.